# ログザンヌ・シーマン
ログザンヌ・シーマン（Roxanne Seeman）は、アメリカ合衆国ニューヨーク出身の作詞家･作曲家、音楽プロデューサー。ビリー・ヒューズ、フィリップ・ベイリー、フィル・コリンズ、ジャクソン5、シスターズ・オブ・マーシー、ベット・ミドラー、アース・ウィンド・アンド・ファイアー、ジャッキー・チュンの曲を制作したことで有名である。エミー賞にノミネートされたことがある。
ビリー・ヒューズの『Welcome To The Edge （とどかぬ想い）』で日本ゴールドディスク大賞洋楽部門Grand Prix Single Awardを受賞した。シーマンは作詞家、作曲家兼プロデューサー。
Seeman は、ブロードウェイのショー To Kill a Mockingbird と The Waverly Gallery のプロデューサーです。

## 音楽経歴

### 教育と初期キャリア
10歳の時、ロクザンヌ・シーマンは、和音とメロディーを学習し、民間のピアノのレッスンを追求した。彼女はサドルロック小学校でバイオリンを始めた。イサカ、ニューヨークで夏を過ごしながらシーマンは、16歳でギターを拾った。
シーマンの高校時代に、彼女は熱心な芸術家であった。シーマンは、芸術のキャリアを追求することを意図してカーネギーメロン大学、ピッツバーグ、ペンシルベニア州に適用される。カーネギーメロン大学の練習室では、シーマンはピアノの先生を見つけてクラシックピアノを学んだ。
カーネギーメロンで、シーマンは、バンドがキャンパス内に実行するために予約、学校活動委員会にあった。ジャズとアートの両方に情熱的な関心を持ち、シーマンは、彼女のキャリアを形成するピッツバーグ大学で提供される授業に出席した。これらのクラスのいずれかが博士ネイサン・デイビス（サックス）、ビバップのジャズサックス奏者とピッツバーグ大学のジャズ・スタジオのディレクターによって教えられた。シーマンは "一瞬の通知"、 "ラウンド・ミッドナイト"などがあり、そのような "ジャイアント・ステップス"とジャズの名曲を演奏することを学んだ。
中国の書道を学びたがって、シーマンは、中国語のクラスに出席した。このやる気のシーマンは、彼女は東洋学を追求し、ニューヨークのコロンビア大学へ転校した。ロングアイランドで夏の間に、シーマンはトニーアレス、ウディ・ハーマン、チャーリー・パーカーとの共演するジャズピアニストからピアノを学んだ。シーマンはまた、サー・ローランド・ハナからいくつかのレッスンを受けた。
シーマンは、BAを、コロンビア大学の卒業生である東洋学、中国芸術と言語。彼女は、中国語、日本語、インドの文学、芸術を学び、教授チョウウェンチョンから中国の音楽の授業を受けた。

### 学歴、初期での活動
コロンビア大学にて東洋学、言語学の学士を修得。その後、ニューヨークにあるジャズ・クラブにて作詞活動を始める。ディー・ディー・ブリッジウォーターがレコードしたラムゼイ・ルイスの器楽曲「テキーラ・モッキングバード」（アース・ウィンド・アンド・ファイアーのメンバーであるラリー・ダンが作曲、ジョージ・デュークがプロデューサー）がきっかけで、本格的な音楽プロデュース活動を始め、アース・ウィンド・アンド・ファイアーのメンバーであるフィリップ・ベイリー、モーリス・ホワイト、エダルド・デル・バリオとのコラボ曲を制作する。制作した曲の中に、アース・ウィンド・アンドファイアーのアルバム『フェイス』にある『セイル・アウェイ』も含む。また、この時カーマイン・コッポラ、イタリア・ペニーノ・コッポラと共に、コッポラが手がけた映画音楽を制作していた。主な映画での作詞活動として『ワイルド・ブラック/少年の黒い馬』『アウトサイダー』『ナポレオン』を含む。
シーマンはデビット・ラスリーやその他の音楽家と曲を共作し、ABC recording studiosを含むLAにあるスタジオにて２４曲を録音した。デビット・ラスリーの他には、デビット；ボノット、ボビー・ワトソン、エデュアード・デル・バリオ、デビット・ガールバルディ、ダング・ロドリゲス、テリー・レイド、ハーバート・ローズ、デブラ・ローズ、イロイス・ローズ、シルビア・ジェームズ、マーティー・ワルシュ、アーノルド・マックラー、チャーロット・クロスリーなど様々なアーティストが録音に参加した。レコーディングエンジニアのアル・シュミット・ジュニアとゾリ・オセーズによって初期の曲たちは録音された。

### 20世紀フォックスでの仕事[4]
シーマンは、1980 年代半ばに20世紀フォックス映画プロデューサーのスコット・ルーディンのアシスタントを担当。1987年、バンコクを中心に活動し、映画『オフ・リミット』の音楽制作活動に携わった。

### ブロードウェイのプロデューサー
シーマンとJamie deRoyは、スコット・ルーディンのブロードウェイ プロダクションである To Kill A Mockingbird と The Waverly Gallery の共同プロデューサーです。2019 年 4 月 30 日に第 73 回トニー賞のノミネートが発表され、To Kill A Mockingbird が 9 部門、The Waverly Gallery が 2 部門にノミネートされました。エレイン・メイの戯曲の女優。。

## ビリー・ヒューズとの活動
1983年、作詞・作曲家のビリー・ヒューズと活動を始め、後にシーマンは自身大きく活躍することとなる。1991年、ヒューズのデビュー曲『Welcome To The Edge（とどかぬ想い）』の作詞・作曲はヒューズと共に担当した。この曲は日本でリリース、52万枚という当時の洋楽曲としては記録的な売り上げを記録、邦楽シングル年間売り上げランキングで18位となった。また、アメリカの音楽雑誌「ビルボード」で4ヶ月間「日本でのヒット曲トップ10」に残った。
『Welcome To The Edge（とどかぬ想い）』を NHK日本ゴールドディスク大賞で演奏し、最高の国際シングル部門で MC ハマーと対戦しました。ヒューズは年間最優秀国際シングルを受賞しました。
『Welcome To The Edge（とどかぬ想い）』は日本国外にも東南アジア諸国を中心に発売。後に女性歌手山本実枝がカバーし、フジテレビ系ドラマ『もう誰も愛さない』のエンディング主題歌にもなった。

## 作詞家、作曲家としての活躍
ビリー･ヒューズとの作詞活動が続き、フィリップ･ベイリーのシングル『Walking on the Chinese Wall』でさらに名を上げた。この曲は1985年発売のアルバム『Chinese Wall』内に収録。この年、ベイリーはグラミー賞ベスト男性R&B歌手にノミネートされた。2004年9月、北京の万里の長城にて初のポップ・コンサートが行った。この時、『Walking on the Chinese Wall』はこのコンサートのフィナーレ曲だった。
シーマンはヨーロッパ、アジア、北アメリカ各諸国での定番曲の作詞活動で活躍する。バーブラ・ストライサンドの『Let's Start Right Now』の作詞を担当し、アルバム『A Love Like Ours』限定盤およびシングル『If You Ever Leave Me』のボーナス曲にもなった。この曲は元々ブラジルの曲で、シーマンが英語の歌詞に入れ替えた。
1991年、ベット・ミドラーがリリースしたシングル『Night And Day』に、シーマンとヒューズが作詞･作曲を担当。
1993年、ザ・シスターズ・オブ・メーシーがリリースしたシングル『Under The Gun』に、シーマン、ヒューズ、アンドリュー・エルドリッチが作詞を担当した。
このほか、シーマンはサラ・ブライトマンとフランク・ピーターソンと共に、ブライトマンのシングル『ハレム』の英語での作詞を担当。後にアルバム『ハレム』のトップ曲に収録、米ビルボード誌の「クロスオーバー・クラシック曲トップ10」に80週間残るほどの定番ヒットとなった。
2002年、シーマンはデスティニーズ・チャイルドとグラミー賞のデュエットでアレハンドロ・サンツの クイジエラ・セルの英語の歌詞を書き、スペイン語と英語で演奏され、ビヨンセはブリッジでシーマンの英語の歌詞を歌った.
2008年12月、ダニエル・リンドストロムのシングル『Caught In That Feeling』のスウェーデン語での作詞を、リンドストロムとともに担当した。
2009年3月、シーマンはベルリン出身のソングライター、フィリップ・シュタインケと出会い、共作に取り組み始めた。二人は"Amor En Suspenso (Crocodile Tears)"を手がけ、同曲はアレハンドラ・グスマンに楽曲提供され、彼女のアルバム、“Único “に収録され、EMI Latinレコードから発売された。またスペイン語の歌詞はグスマンとフェルナンド・オソリオによって書かれた。シーマンとシュタインケはその後も曲の共作に励み、ジャッキー・チュンやリン・ユーチュンに楽曲提供を続けた。
2013年の２月にはオーストリア人のブルースロック歌手、セイント・ルーとジミー・ミサーと共に”Falling For Your Love”を作曲した。同曲はワーナーミュージック・ジャーマニーから発売されたセイント・ルーのアルバム”2”に収録された。
2014年１０月にはアース・ウィンド・アンド・ファイアーのアルバム”Holiday”の中にシーマンが作曲した”Everyday Is Christmas”が収録された。
2015年１０月、アルゼンチンの歌手、エデュラド・ボシオがシーマンの英語歌詞“Part Of Me”をベートーベンのムーンライトソナタを組み合わせて、新しい曲を作成。
2016年１０月、スウェーデンのトロンボーン奏者、ニルス・ラングレンが自身のアルバム” "Christmas With My Friends V"でシーマンの曲"Everyday Is Christmas"をカバーした。
2018年6月、スタンリー・クラーク・バンドは、スタンリー・クラーク、ベカ・ゴチアシュヴィリ、キャメロン・グレイブス、マイク・ミッチェル、シーマン、スカイラー・コール、トレバー・ウェズリーによって書かれた「Lost In A World」を収録したアルバム「The Message」をリリースした。

## アジア
2009年には、シーマンはカントポップの "四天王"の一人として知られている張學友（ジャッキー・チョン）のために書き始めました。 "歌の神"の愛称で親しまれるチャンは、ビルボードを複数回で "トップアジアポップアーティスト賞"を受賞した。シーマンの旅行からアジアへ、彼女は張學友（ジャッキー・チョン）と一緒にチャンのプロデューサー、アンドリューTuason、との緊密に協力関係をチャンとすぐに開発に精通していた。
チャンは、それが個人的な表現は、彼は自分のためにやってみたかったものであると言うので、チャンは、彼が "プライベートコーナー"と呼ばれる彼の新しいアルバムのために、ジャズ、異なるスタイルを試してみたかった。最初の曲は、 "毎日がクリスマスです"シーマンフィリップSteinkeと協力して書いている。チャンが好き "毎日がクリスマスです"あまり、彼は別の曲を書き込むためにシーマンとSteinkeを求め、彼らは "どのウェイ、ロバート・フロスト"を作曲。シーマンは、新しい "カント・ジャズ"スタイルは、彼の "プライベートコーナー"アルバムの音楽を説明するために造語チャンフレーズでチャンの曲を書き続けた。 "不只有缘（愛でラッキー）"、 "ダブル・トラブル"、 "レット・イット・ゴー"、 "ウェイ、ロバート・フロスト"と、 "毎日クリスマスである"、欧州の共同研究者と共同で書かれており、すべての曲があった"毎日がクリスマスである"を除いて、広東語に適応した。チャン氏は、広東語に適した "毎日がクリスマスです"の歌詞を持ってしようとしたと述べたが、彼はそんなに彼が英語でそれを記録することを決めた英語の歌詞の意味が好きだった。
2009年には、ワンダーガールズのキム・ヒョンアと新たに形成された韓国のガールズグループ4minuteは "チックタック"を記録した。 4minuteは "チックタック"をリリースしなかった場合、それは北京語（レイニー・ヤン）（ソニー台湾）によって記録された。 （レイニー・ヤン）で "カチカチ"は楊丞琳（レイニー・ヤン）と表示羅主演のヒット台湾ドラマ "こんにちは、私の恋人"で紹介された。
大晦日2010年、張學友（ジャッキー・チョン）は、メルセデスベンツアリーナ、上海、中国に開設、25ミュージシャンと18人のダンサーで、張學友（ジャッキー・チョン）1月2日センチュリー・ツアーに乗り出した。 "ダブル・トラブル"はチャンのスタジアムワールド・ツアーのハイライト曲。
2011年に、Yangkunはシーマンの "ホイ富栄ホイ（私たちはウィル）"、フレドリック·Samssonとトビアス・フォースバーグと共同で書かれたを記録した。それは張ヤトンによって製作された。それは "パニッククルーズでは、失われた"中国のヒットスリラーのテーマソングとプロモーションミュージックビデオ。
2011年11月には、林ゆうチュンは、彼の "無限"アルバムの "保存グレース"をリリース。 グレースを保存すると、フィリップSteinkeとフィン·マーティンとの共著です。
シーマンは、張學友（ジャッキー・チョン）の1/2世紀のツアーのフィナーレコンサートのために2012年5月に香港に戻った。そこからシーマンは、彼女の今後のゴールドTaiphoon中国本土のリリースにシーマンの曲の1つを記録したハン・シュエを満たすために蘇州に行った。彼女はまた、シーマンの歌を録音し、愛大に会った上海、北京、および東京に続いた。
シーマンがダニエル・ニットと共に作曲した”Lucky in Love”の英語歌詞はフィリピンの歌手、パオロ・オネーサに楽曲提供された。同曲はシングルとして2013年9月23日にMCA musicデジタルリリースされた。オネーサは”Lucky in Love”で男性歌手ベストパフォーマンス賞と新人男性歌手ベストパフォーマンス賞の2つをAWIT Awardsで受賞。フィリピンではAWIT Awardsはグラミー賞にあたいする。
２０１５年７月、YouTubeでホイットニー・ヒューストンの”I Will Always Love You”をカバーし、人気を博したフィリピンのゼンディー・ローズ・テネレフェが自身のアルバム“Z”をMCAミュージックユニバーサルフィリピンから発売。シーメンの曲、”When Love Calls Your Name”と”Watch This!”が収録された。
フィリピンの 音楽オーディション番組、“The Voice”の勝者ジェイソン・ダイがシーメン作曲の“Caught in that Feeling”を編曲し、彼のデビューシングルとして発売した。２０１５年８月７日、MCAミュージックユニバーサルフィリピンからジェイソン・ダイのアルバム”Jason Dy” が発売された。同アルバムにシーメン作曲の”Caught in that Feeling”、”Turn Out The Night”、“When You Hear This Song”が収録された。
2016年9月22日、フィリピンの13歳の歌手カイル・エチャーリがシーマンが他の作曲者と共作した”Our Moment”を歌い、発売した。
2017年4月28日には、エチャーリと同じくフィリピンの音楽オーディション番組”Voice”のKids部門に参加したエドレー・テオドロが初めてアルバムを発売。同アルバムにシーマンとティナシー・シバンダとメロディー・ハーナンデズ・ノエルが共作したWhat You Doin’ Tonight”が収録された。
2017年9月9日、シーマンの曲「The Story of Us」の中国語版「久久真爱 (Forever True Love)」が、アイリーン9・9国際トゥルーラブデーセレモニーのテーマソングとしてリリースされた. この曲は CARO Su Ai によって録音され、Gao Xiaosongによってプロデュースされました。
2020 年 3 月 20 日、中国初の男性ベルカントカルテットであるスーパー ボーカルは、湖南テレビの歌唱大会「歌手 2020」で、イタリア語と中国語の歌詞。パフォーマンスは 24 時間で 4,000 万回以上再生されました。2020 年 3 月 27 日に Decca China から「Ni De Se Cai」のスタジオ バージョン シングルがリリースされました。「Ni De Se Cai」は、シーマン、George Komsky、Ivo Moringによって作曲され、 Saverio Principiniによって書かれたイタリア語の歌詞「Qui Con Me」を使用しています。、およびチェン・ヘが書いた中国語の歌詞「Ni De Se Cai」。この曲はニック・パトリックとウー・チンロンがプロデュースした。

## 映画、テレビでの活躍
ログザンヌが担当した音楽、歌詞の大半は映画やテレビ番組に使用されることでも有名である。チェット・ベイカーの依頼により『So Hard To Know』の作詞をしたが、後にオスカー賞にもノミネートされたベイカーの追悼ドキュメンタリー映画『Let's Get Lost』にこの曲が使用された。なお、この映画は2008年6月5日にロンドンで再リリースされた。
1994年2月19日、米ABCのテレビ番組『The Jackson Family Honors』のテーマ曲に、シーマン、ヒューズ、ジャーメイン・ジャクソンの曲『If You’d Only Believe』が使用された。この曲はフィナーレ曲としても流れ、マイケル・ジャクソン、セリーヌ・ディオン等とともにパフォーマンスを演じた。
『Welcome To The Edge（とどかぬ想い）』は米TVドラマ番組『Santa Barbara』のテーマ曲として使用され、エミー賞ベストオリジナル曲部門にノミネートされた。1992年、米テレビ番組『Another World』のテーマ曲にオリジナル曲『Dreamlove』が使用され、同様の部門にノミネートされた。
このほか、アース・ウィンド・アンド・ファイアーと『Cruisin』を作詞、スパイク・リーの映画『Get On The Bus』に使用された。また、フランスの作曲家エリック・レヴィとアース・ウィンド・アンド・ファイアーのフィリップ・ベイリーとのコラボレーションで、フランスのヒット映画『La Vengeance d'Une Blonde』のエンディング曲も作曲した。
その後、映画『スチュアート・リトル2』のエンディング曲『Hold On To The Good Things』を作曲。プロデューサーはグラミー賞受賞のショーン・コルビン。また、2003年上映の映画『The Young Black Stallion』にあるウィリアム・ロスプロデュースのテーマ曲『Born To Ride』でも、ガビン・グリーンアウェイとともに作詞・作曲した。
シーマンの歌は、2012年6月20日以来、ニック·ナイト@テレビシリーズ "ハリウッドハイツ（TVシリーズ）"に表示されてきた。
シーマンとリカルド・コッシアンテは協力して、”When Love Calls Your Name”をイタリア版”The Voice”の優勝者、エルハイダ・ダニのために作曲した。

## ミュージカル
ミュージカル　“ジャンバラヤ”でシーマンはケナード・ラムジーと共作で”Put It In The Pot”を作曲。同ミュージカルはニューオリンズにあるオーフェウムシアターで２０１６年に公演された。